# Paspalum comasii
Paspalum comasii är en gräsart som beskrevs av Luis Catasús. Paspalum comasii ingår i släktet tvillinghirser, och familjen gräs. Inga underarter finns listade i Catalogue of Life.